# Ophiochiton triphylax
Ophiochiton triphylax is een slangster uit de familie Ophiochitonidae.
De wetenschappelijke naam van de soort werd in 1977 gepubliceerd door Alan N. Baker.